# Trey Nyoni
Pour les articles homonymes, voir Trey et Nyoni.
Trey Nyoni, né le 30 juin 2007 à Leicester en Angleterre, est un footballeur anglais qui évolue au poste de milieu central au Liverpool FC.

## Biographie

### En club
Né à Leicester en Angleterre, Trey Nyoni est formé par le club local de Leicester City où il commence à jouer avec les moins de 18 ans dès ses 15 ans. Il rejoint ensuite en 2023 le Liverpool FC. Avec les moins de 18 ans des Reds, Nyoni se fait notamment remarquer en septembre 2023 en marquant le but vainqueur de son équipe lors d'un derby face à Everton (2-1 score final).
Il fait ses débuts avec l'équipe des moins de 21 ans du club en octobre 2023 et commence s'entraîner quelques fois avec l'équipe première, étant appelé par l'entraîneur Jürgen Klopp durant cet automne. 
Nyoni joue son premier match avec l'équipe première de Liverpool le 28 février 2024, en entrant en jeu lors d'une rencontre de coupe d'Angleterre face au Southampton FC (victoire 3-0 de Liverpool).
Le 15 octobre 2024 il signe son premier contrat professionnel avec les Reds.
Il joue son premier match de Ligue des champions le 29 janvier 2025, face au PSV Eindhoven. Il entre en jeu à la place d'Andrew Robertson et son équipe est battue par trois buts à deux. Avec cette apparition, Nyoni devient à 17 ans et 213 jours le plus jeune joueur à jouer un match dans une compétition européenne pour Liverpool. Il bat un record vieux de 33 ans qui était jusqu'ici détenu par Phil Charnock (en).

### En sélection
Trey Nyoni est né et a grandi en Angleterre mais possède également des origines zimbabwéennes. Il représente toutefois son pays de naissance en sélection.
En octobre 2023 il est appelé pour la première fois avec l'équipe d'Angleterre des moins de 17 ans.
En novembre 2024, Nyoni fait ses débuts avec les moins de 19 ans, contre la Bulgarie (victoire 2-1 des Anglais).

### Style de jeu
Trey Nyoni est un milieu de terrain central polyvalent, pouvant jouer dans différentes positions mais son poste de prédilection se situe dans le cœur du jeu, dans un rôle de "numéro huit". Il est décrit comme un joueur capable de porter la balle et de faire progresser le jeu vers l'avant par des passes. Il est réputé pour sa qualité technique, sa capacité à garder et contrôler le ballon sous pression. Il peut également dicter le rythme du jeu et apporter le danger jusqu'à marquer des buts. Son style de jeu est notamment comparé à celui de Paul Pogba.

## Statistiques
| Saison                | Club                  | Championnat           | Championnat | Championnat | Championnat | Coupe nationale | Coupe nationale | Coupe nationale | Coupe de la Ligue | Coupe de la Ligue | Coupe de la Ligue | Supercoupe | Supercoupe | Supercoupe | Compétition(s) continentale(s) | Compétition(s) continentale(s) | Compétition(s) continentale(s) | Compétition(s) continentale(s) | Total | Total | Total |
| Saison                | Club                  | Division              | M.          | B.          | P.d.        | M.              | B.              | P.d.            | M.                | B.                | P.d.              | M.         | B.         | P.d.       | Comp.                          | M.                             | B.                             | P.d.                           | M.    | B.    | P.d.  |
| 2023-2024             | Liverpool FC          | Premier League        | -           | -           | -           | 1               | 0               | 0               | -                 | -                 | -                 | -          | -          | -          | C3                             | -                              | -                              | -                              | 1     | 0     | 0     |
| 2024-2025             | Liverpool FC          | Premier League        | 0           | 0           | 0           | 2               | 0               | 1               | 2                 | 0                 | 0                 | -          | -          | -          | C1                             | 1                              | 0                              | 0                              | 5     | 0     | 1     |
| 2025-2026             | Liverpool FC          | Premier League        | -           | -           | -           | -               | -               | -               | -                 | -                 | -                 | -          | -          | -          | C1                             | -                              | -                              | -                              | 0     | 0     | 0     |
| Total sur la carrière | Total sur la carrière | Total sur la carrière | 0           | 0           | 0           | 3               | 0               | 1               | 2                 | 0                 | 0                 | 0          | 0          | 0          | -                              | 1                              | 0                              | 0                              | 6     | 0     | 1     |